# Victor Marcussen
Victor Marcussen (født 20. juni 1957 i Aarhus) er en dansk skuespiller. Han har også instrueret filmen Bølle-Bob (1998).
Marcussen er autodidakt.

## Filmografi
- Charly & Steffen (1979)
- Kærlighedens smerte (1992)
- Kunsten at græde i kor (2007)
- Tarok (2013)